# Meum siifolium
Meum siifolium är en flockblommig växtart som beskrevs av Jan Svatopluk Presl och Ernst Gottlieb von Steudel. Meum siifolium ingår i släktet björnrötter, och familjen flockblommiga växter. Inga underarter finns listade i Catalogue of Life.